# Spiegelmetall
Spiegelmetall (auch lateinisch Speculum ‚Spiegel‘) ist eine sehr harte, gut polierbare, weißliche Bronzelegierung aus Kupfer, Zinn und Zusätzen anderer Metalle, welche die Härte und Polierbarkeit verbessern.

## Legierungen
Einige für Spiegel verwendete Legierungen sind:
- einfache Zinnbronzen aus Kupfer und Zinn im Mischungsverhältnis von 4:1 bis 2:1, teilweise unter Zusatz von 1 bis 2 % Arsen
- 71–72 % Kupfer, 18–19 % Zinn, 4–4,5 % Antimon und Blei (altrömischer Spiegel)[1]
- 80,8 % Kupfer, 9,1 % Blei, 8,4 % Antimon (ein chinesischer Metallspiegel)[1]
- Platin und Stahl im Verhältnis 1:1 (ergibt ein besonders weißes Metall)[1]
- 350 Teile Kupfer, 165 Teile Zinn, 20 Teile Zink, 10 Teile Arsen, 60 Teile Platin[1]

## Verwendung
Aufgrund der guten Polierbarkeit ließen sich aus der Legierung Metallspiegel (Speculum) fertigen; selbst zur Herstellung von Hauptspiegeln von Teleskopen wurde es verwendet. Beispielsweise setzte Lord Rosse 1845 diese Legierung zur Fertigung des 1,8 Meter großen und 3,5 Tonnen schweren Spiegels des „Leviathan“ ein.
Nachteilig an der Legierung war, dass sie an der Luft vergleichsweise schnell anlief und dass so das Reflexionsvermögen nachließ; ein ständiges Nachpolieren der Spiegel war erforderlich. Metallspiegel wurden durch versilberte Glasspiegel mit deren Entwicklung durch Carl August von Steinheil und Léon Foucault, basierend auf einem Verfahren von Justus Liebig, 1859 abgelöst.